# ジョルジュ・ドルリュー
ジョルジュ・ドルリュー（Georges Delerue, 1925年3月12日 - 1992年3月10日）は、フランスの作曲家。フランソワ・トリュフォーの主要な映画作品で音楽を担当した他に、様々な巨匠、名匠の映画に作曲した。「ジョルジュ・ドリュリュー」の片仮名転写は誤り。

## 略歴
パリ音楽院でアンリ・ビュッセルらに師事。1949年音楽院卒、ローマ大賞で第２等に選ばれている。1957年、ボリス・ヴィアンとの合作で初のオペラ「Le chevalier de neige」を作曲する。短編ドキュメンタリーの仕事の後、1959年、アラン・レネの映画『二十四時間の情事』で初めて映画音楽の作曲をする。その後、主な活動の場を映画及びテレビ映画用向けの音楽に置く。フランソワ・トリュフォーとは『ピアニストを撃て』以降、『終電車』、『隣の女』等の作品でコンビを組み、トリュフォーの映画にはなくてはならない存在となった。
また、1970年代以降にはハリウッドにも招かれ、5回アカデミー賞にもノミネートされた。1979年の『リトル・ロマンス』ではヴィヴァルディのリュート協奏曲をモチーフとし、オスカーを第52回アカデミー賞のオリジナル作曲賞で手にしている。生前作曲した映画数は優に250本を超える。
大の日本びいきで、日本でも仕事があれば喜んで受けると生前述べていたが、飛行機嫌いのため叶わなかった。

## 作品
コロンの後の人名は監督
- 二十四時間の情事 Hiroshima mon amour (1959)：アラン・レネ
- ピアニストを撃て Tirez sur le pianiste (1960)：フランソワ・トリュフォー
- 墓場なき野郎ども Classe tous risques (1960)：クロード・ソーテ
- かくも長き不在 Une aussi longue absence (1961)：アンリ・コルピ
- 突然炎のごとく Jules et Jim (1962)：フランソワ・トリュフォー
- 二十歳の恋 L'Amour à vingt ans (1962)：フランソワ・トリュフォーを含めた4人の監督によるオムニバス
- リオの男 L'Homme de Rio (1963)：フィリップ・ド・ブロカ
- フレンチ・ドレッシング French Dressing (1963)：ケン・ラッセル
- 柔らかい肌 La Peau douce (1963)：フランソワ・トリュフォー
- 軽蔑 Le Mépris(1963)：ジャン＝リュック・ゴダール
- かもめの城 "Rapture" (1965): ジョン・ギラーミン
- ビバ!マリア Viva! Maria (1965)：ルイ・マル
- 大追跡 Le Corniaud (1965)：ジェラール・ウーリー
- カトマンズの男 Les Tribulations d'un chinois en Chine (1965) フィリップ・ド・ブロカ
- わが命つきるとも A Man for All Seasons (1966)：フレッド・ジンネマン
- まぼろしの市街戦 Le Roi de coeur (1967)：フィリップ・ド・ブロカ
- 恋する女たち Women in Love  (1969)：ケン・ラッセル
- 1000日のアン Anne of the Thousand Days (1969)：チャールズ・ジャロッド
- 暗殺の森 Il Conformista (1970)：ベルナルド・ベルトルッチ
- 恋のエチュード Les Deux anglaises et le continent (1971)：フランソワ・トリュフォー
- 私のように美しい娘 Une belle fille comme moi (1972)：フランソワ・トリュフォー
- ジャッカルの日 The Day of the Jackal (1973)：フレッド・ジンネマン
- 映画に愛をこめて アメリカの夜 La Nuit américaine (1973)：フランソワ・トリュフォー
- イルカの日 The Day of the Dolphin (1973)：マイク・ニコルズ
- ベルモンドの怪盗二十面相 L'Incorrigible (1975)：フィリップ・ド・ブロカ
- ブーメランのように Comme un Boomerang (1976)：ジョゼ・ジョヴァンニ
- ジュリア Julia (1977)：フレッド・ジンネマン
- 逃げ去る恋 L'Amour en fuite (1978)：フランソワ・トリュフォー
- リトル・ロマンス A Little Romance (1979)：ジョージ・ロイ・ヒル
- 終電車 Le Dernier métro (1980)：フランソワ・トリュフォー
- 隣の女 La Femme d'à côté (1981)：フランソワ・トリュフォー
- 告白 True Confessions (1981)：ウール・グロスバード
- 日曜日が待ち遠しい! Vivement dimanche! (1982)：フランソワ・トリュフォー
- サン・スーシの女 La Passante du Sans-Souci (1982)：ジャック・ルーフィオ
- アグネス Agnes of God (1985)：ノーマン・ジュイソン
- マキシー 素敵な幽霊 Maxie (1985)：ポール・アーロン
- プラトーン Platoon (1986)：オリヴァー・ストーン
- デサント・オ・ザンファー 地獄に堕ちて Descente aux Enferts (1986)：フランシス・ジロー
- サルバドル/遥かなる日々 Salvador (1986)：オリヴァー・ストーン
- ツインズ Twins (1988)：アイヴァン・ライトマン
- フォエバー・フレンズ Beaches (1988)：ゲイリー・マーシャル
- ワルシャワの悲劇　神父暗殺 To Kill a Priest (1988)：アニエスカ・ホランド
- マグノリアの花たち Steel Magnolias (1989)：ハーバート・ロス
- カーリー・スー Curly Sue (1991)：ジョン・ヒューズ
- お気にめすまま Man Trouble (1992)：ボブ・ラフェルソン